# 厦门农村商业银行

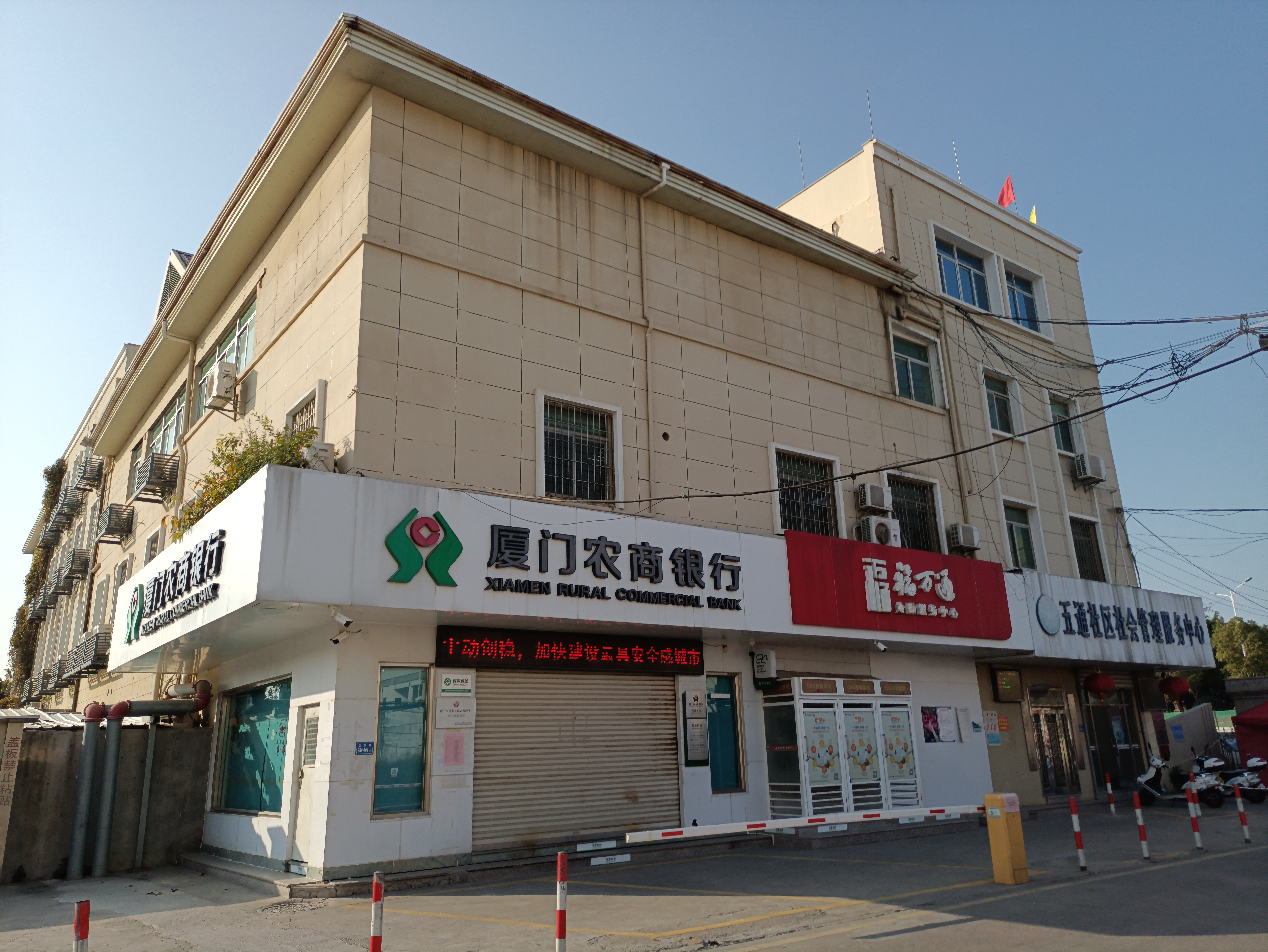
厦门农商银行五通支行

厦门农村商业银行，简称厦门农商银行，是中国福建省厦门市的一家区域性股份制农村商业银行。前身是由原厦门市思明区农村信用社等8家信用（联）社合并成立的厦门市农村信用合作联社，2012年7月16日改为现名。